# All Light, Everywhere
All Light, Everywhere es una película documental estadounidense de 2021, escrito y dirigido por Theo Anthony. Sigue los prejuicios sobre cómo los humanos ven las cosas, centrándose principalmente en el uso de cámaras corporales policiales.
La película tuvo su estreno mundial en el Festival de Cine de Sundance el 31 de enero de 2021, donde ganó el premio especial del jurado de documental estadounidense por experimentación de no ficción. Fue lanzado el 4 de junio de 2021 por Super LTD.

## Parcela
La película sigue los sesgos inherentes a la forma en que los humanos ven el mundo físicamente, centrándose principalmente en el uso de cámaras corporales policiales y otras formas de vigilancia policial, pero también rastrea estudios de eclipses solares, así como el desarrollo paralelo de armas automáticas con el movimiento. cámara de fotos.

## Lanzamiento
La película tuvo su estreno mundial en el Festival de Cine de Sundance el 31 de enero de 2021. Poco después, Super LTD, la división de películas boutique de Neon, adquirió los derechos de distribución de la película en EE. UU. Esté liberado el 4 de junio de 2021.

## Recepción
All Light, Everywhere, recibió críticas positivas de los críticos de cine. Tiene una calificación del 93% en el sitio web del agregador de reseñas Rotten Tomatoes, basada en 44 reseñas, con un promedio ponderado de 7.90/10. El consenso crítico del sitio dice: "All Light, Everywhere plantea preguntas que invitan a la reflexión sobre nuestra visión de la realidad objetiva y las implicaciones para nuestra creciente dependencia de la tecnología de vigilancia”. En Metacritic, la película tiene una calificación de 74 sobre 100, según 9 críticos, lo que indica "críticas generalmente favorables". The Hollywood Reporter eligió la película para estar entre las mejores películas estrenadas en lo que va de 2021 hasta principios de julio de 2021.